# Max Ringhandt
Karl Adolf Max Ringhandt (* 3. Mai 1877 in Berlin; † 23. Juli 1965 ebenda) war ein deutscher Maler.
Sein Vater war der Berliner Porzellanmaler Carl Ringhandt. Max Ringhandt erlernte zunächst ebenfalls den Beruf des Porzellanmalers, war dann aber Schüler von Ernst Henseler, der an der Technischen Universität Berlin lehrte. Er lebte (mindestens von 1907 bis 1922) in Berlin-Karlshorst. Dort war als Kunstmaler, ab 1936 auch zeitweise als technischer Zeichner tätig. Im Ersten Weltkrieg war er Sanitätssoldat. Ab 1945 wohnte er bei seinem Sohn Siegfried im Pfarrhaus, erst in Illmersdorf, ab 1953 in Seelow, ab 1960 in Rüdersdorf und ab 1964 in Marzahn. Max Ringhandt ist auf dem evangelischen Friedhof in Berlin-Karlshorst begraben.

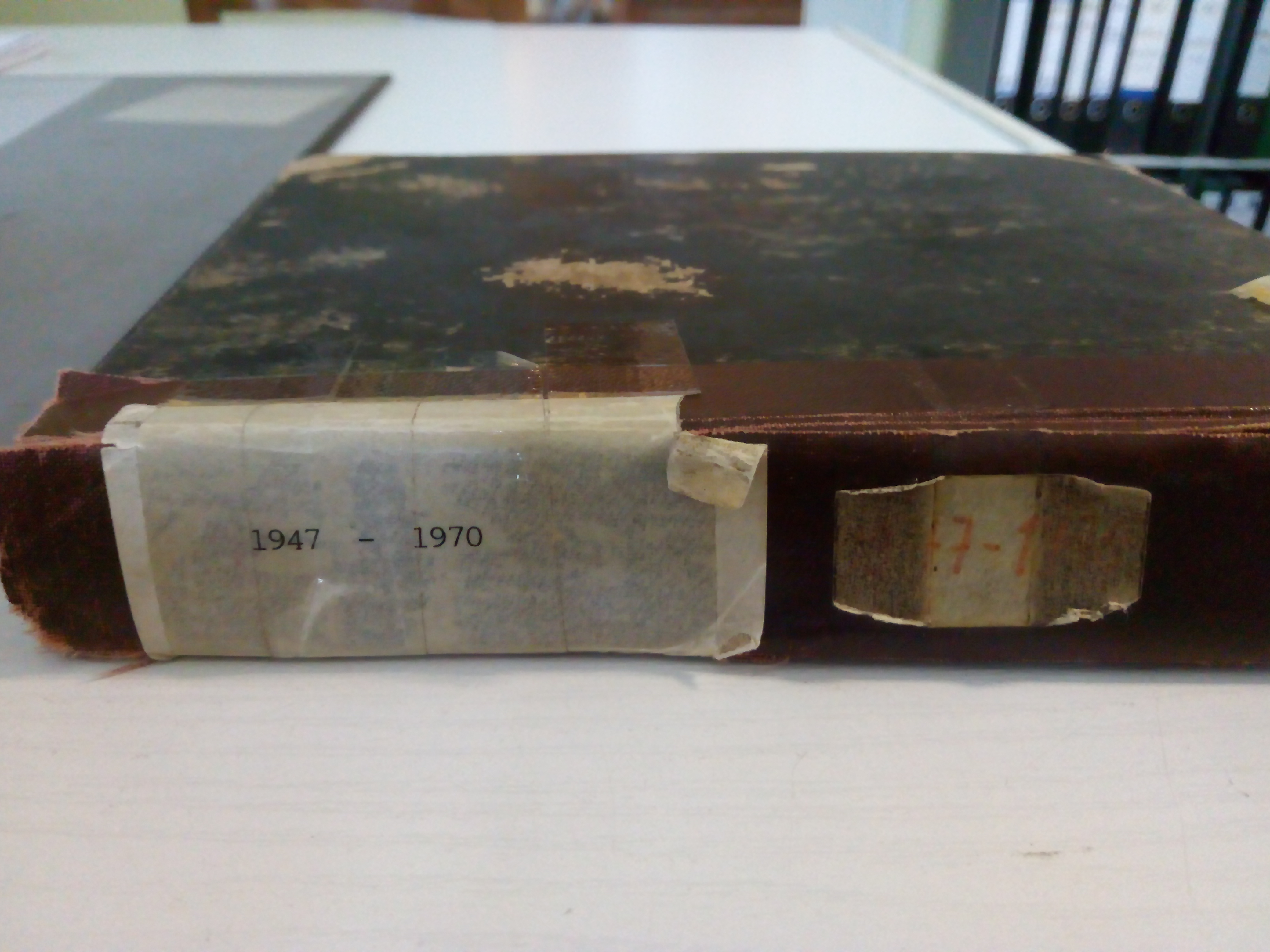

Max Ringhandt war seit 1905 verheiratet mit Helene Ringhandt, geb. Wegener, aus Berlin (1883–1945), die er in Berlin-Köpenick in einer zur St. Chrischona (Pilgermission) gehörenden Gemeinde der Gemeinschaftsbewegung kennengelernt hatte. Aus der Ehe gingen  vier Kinder hervor: Siegfried, Gerhard, Esther, und ein weiterer Sohn.

## Werk
Bekannt sind Bilder mit historischen Motiven, von Kneipenszenen und biblische Bilder.
Es gibt auch von Ringhandt gestaltete Postkarten und Buchillustrationen und er war in der Nachkriegszeit (nach 1945) im Raum Seelow Kirchenmaler für verschiedene Kirchengemeinden.
Beispielsweise gibt es ein Werk von ihm in der Kirche von Arensdorf.
Für den Verkauf bestimmte Gemälde zeigen einen volkstümlichen Stil, im Gegensatz zu einem klassischen Stil bei im privaten Rahmen
entstandenen Bildern.